# Prästskäret
Prästskäret, ö belägen i Bygdefjärden utanför Bygdeås kust. Här bedrev handelshuset Häggström varv fram till och med 1900-talets början.